# Putalibazar
Putalibazar (Nepali पुतलीबजार नगरपालिका, früher Syangja स्याङजा) ist eine Stadt (Munizipalität) in Zentral-Nepal.
Putalibazar liegt im Tal des Aadhi Khola ca. 25 km südwestlich von Pokhara.
Die Stadt ist Verwaltungssitz des Distriktes Syangja.
Das Stadtgebiet umfasst 70,14 km².

## Einwohner
Bei der Volkszählung 2011 hatte die Stadt Putalibazar 30.704 Einwohner (davon 13.549 männlich) in 8180 Haushalten.